# Амалфея
Амалфея, Амалте́я, Амальте́я (др.-греч. Ἀμάλθεια, букв. «нежная богиня») — легендарная коза в древнегреческой мифологии, вскормившая своим молоком младенца Зевса на острове Крит в пещере Козьей горы (др.-греч. Αἰγαῖον ὄρος) в то время, когда богиня Рея прятала юного бога от его отца Кроноса. Когда родился Зевс, произвела на свет двух козлят. По Мусею, шкуру этой козы (Эгиду) Зевс использовал для щита во время войны с титанами.
По другой версии (по Мусею), это нимфа, у которой была коза (дочь Гелия).
Амалфея была дочерью Гемония и обладала чудесным бычьим рогом. Рог упоминает Анакреонт. Либо дочь Океана (или Мелиссея). Либо Амалфея — дочь Олена. Амалфея повесила Зевса в колыбели на дерево, чтобы его нельзя было найти ни на небе, ни на земле, ни в море, когда его искал Крон.
После своей победы козу Зевс сделал созвездием, а также её козлят.
В честь Амалфеи назван астероид (113) Амальтея, открытый в 1871 году, а также спутник Юпитера Амальтея, открытый в 1892 году.

## Галерея

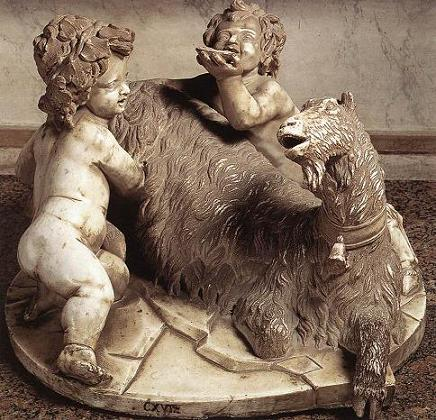
Коза Амалфея. Скульптура Бернини
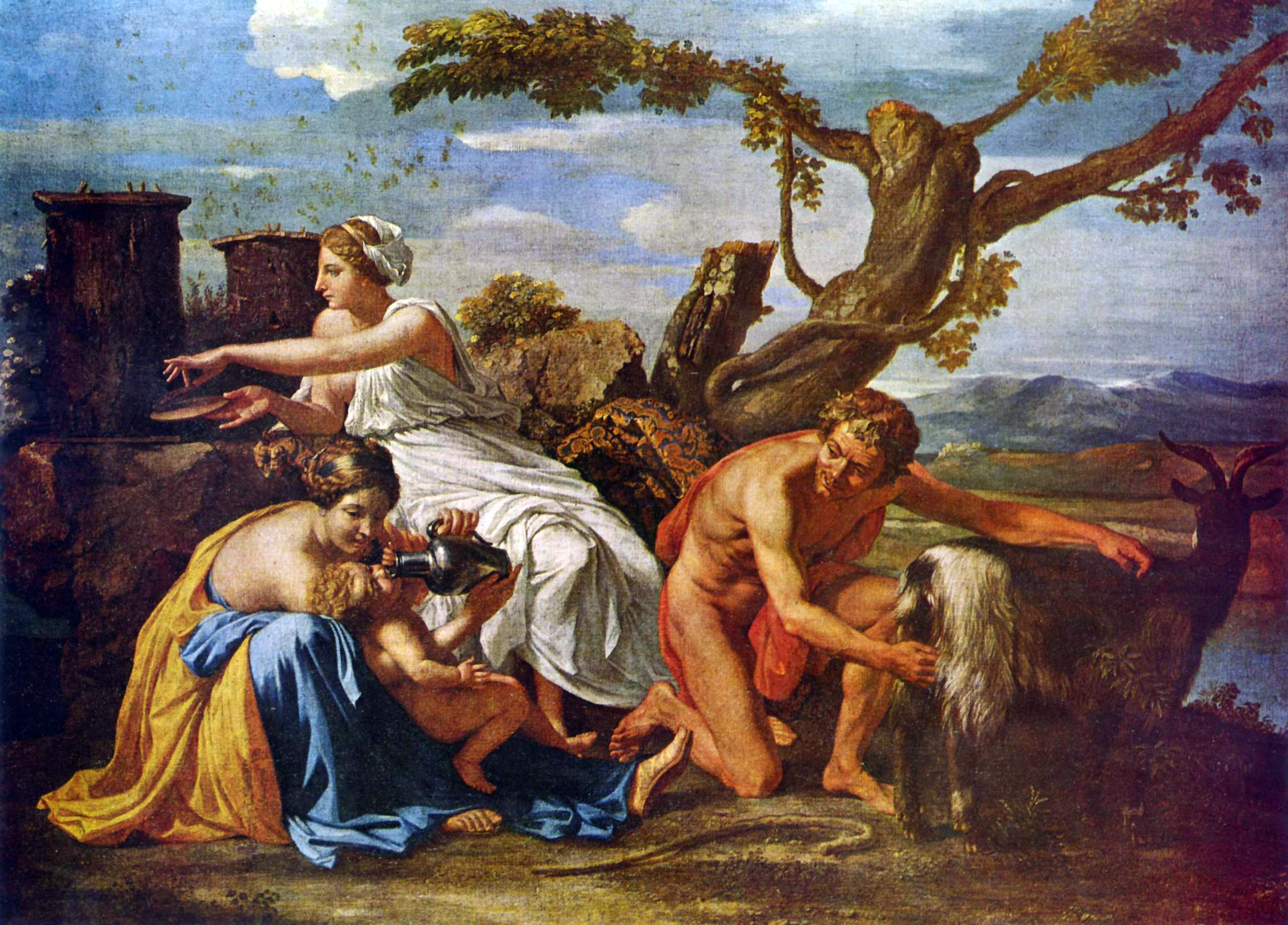
Никола Пуссен, «Воспитание Юпитера»